# Neotheronia abramsae
Neotheronia abramsae là một loài tò vò trong họ Ichneumonidae.